# Andrzej Krzywicki
Andrzej Tadeusz Krzywicki, né le 17 octobre 1937 à Varsovie et mort le 2 juin 2014 à Bures-sur-Yvette, est un physicien théorique polonais (naturalisé français), chercheur au CNRS.

## Biographie
Andrzej Krzywicki est le fils d'Irena Krzywicka (écrivaine et féministe) et le petit-fils de Ludwik Krzywicki (sociologue).
Diplômé de l'Université de Varsovie en 1959, il obtient son doctorat en mathématiques et en physique est en 1961. En 1962, il devient professeur adjoint à l'Institut de recherche nucléaire (Instytut Badań Jądrowych) à Świerk (pl) près d'Otwock. En 1963, il reçoit une bourse de la Fondation Ford pour le CERN à Genève.
Depuis 1964, il vit en France et est enseignant-chercheur à la faculté des sciences d'Orsay (1964-1966), professeur associé (1966-1990), professeur (1990-2003), et depuis 2003 directeur de recherche émérite au CNRS. En outre, il est chercheur aux États-Unis (Caltech en 1972, Fermilab, Argonne National Laboratory, Brookhaven National Laboratory en 1989), en Suisse (CERN), en Allemagne (ZIF Bielefeld) et en Angleterre (Royal Holloway College). Dès 1979 à 1987, il est membre du comité de rédaction Zeitschrift für Physik. 
Mort en juin 2014, le 3 octobre 2014, il est enterré au cimetière luthérien à Varsovie, près de sa mère.

## Publications scientifiques
Il a publié plus de 120 articles scientifiques sur la physique des particules, physique nucléaire des hautes énergies, théorie statistique des champs, géométrie aléatoire, gravité quantique, application des méthodes de la physique à la biologie et la génétique.

## Autres publications
Il est l'auteur, en collaboration avec Philippe Dennery, d'un manuel universitaire sur la physique mathématique "Mathématiques pour Physiciens", qui est utilisé par de nombreuses universités dans le monde. Il publia ses mémoires "Un improbable chemin de vie" (2006). Il fut traducteur-amateur de la prose de Yasmina Reza (traduit du français en polonais).